# هلن جفریز بختیار
هلن جفریز بختیار (به انگلیسی: Helen Jeffreys-Bakhtiar)، پرستار و افسر نیروی دریایی آمریکا، متولد شهری نزدیک بویزی در ایالت آیداهو بود که سال‌ها در مناطق محروم استان چهارمحال وبختیاری، فعالیت‌های پزشکی از جمله فعالیت‌های مربوط به اصل چهار ترومن انجام می‌داد. کوه هلن در دهستان مشایخ استان چهارمحال و بختیاری در منطقه حفاظت شده هلن به افتخار وی و بخاطر پاسداشت خدمات ارزنده به نام ایشان نامگذاری گردیده است. او مادر لاله بختیار مترجم ایرانی مقیم آمریکا است.

## زندگی
هنگامی که هلن جفریس در ۲۴ دسامبر ۱۹۰۵ در وایزر، واشینگتن، آیداهو، ایالات متحده به دنیا آمد، پدرش جیمز وودسون جفریس، ۲۶ ساله و مادرش، نلی سوفرونا مک رابرتز، ۲۵ ساله بود. او پس از تحصیل در رشته پرستاری در دانشگاه کالیفرنیا، در سال۱۹۲۷ و در سن ۲۲ سالگی جهت کار به بیمارستان شهر نیویورک رفت. در بیمارستان به او گفتند که برخی از پزشکان یهودی، برخی سیاه‌پوست، برخی ایتالیایی و یکی ایرانی هستند. او در مورد دکتر ایرانی کنجکاو شد که منجر به چرخش قابل توجهی در زندگی او شد. پزشک ایرانی دکترابوالقاسم بختیار یود با او ازدواج کرد که ۵۵ ساله و سی سال از هلن بزرگتر بود.
دکتر ابواالقاسم بختیار(۱۲۵۱ شمسی - ۱۳۴۹ شمسی)، در شهر بروجن از توابع استان چهار محال و بختیاری و در منطقه ایی محروم به دنیا آمد و به علت فقر و محرومیت تا سن ۳۹ سالگی فقط تحصیلات ابتدایی داشت ولی با تلاش و علاقه فراوان توانست در مدت کوتاهی مدارج علمی را طی کند و در سن ۵۵ سالگی موفق شد مدرک پزشکی خود را از دانشگاه سیراکیوس نیویورک در آمریکا اخذ کند و سپس دوره تخصص جراحی را گذراند.
دکتر بختیار به همراه هلن درسال ۱۳۱۰ شمسی، به ایران بازمی‌گردد و از بنیانگذاران تأسیس دانشکده پزشکی تهران و اولین پزشک متخصص ایرانی است. در نیویورک صاحب ۲ دختر شدند و بعدها در ایران ۵ فرزند دیگر پیدا کردند.
هلن به همراه همسرش به مناطق دور افتاده چهارمحال و بختیاری سفر می‌کند و از همان زمان به مداوای مردم محروم می‌پردازد. در دوران جنگ جهانی دوم و بنا بر قوانین آمریکا مجبور می‌شود به آمریکا بازگردد ولی دکتر بختیار در ایران ماند و دوباره ازدواج کرد و صاحب ده فرزند دیگر شد.
هلن پس ازسالها دوری از ایران مجدداً در سال ۱۳۳۰ شمسی ۵ سال پس از پایان جنگ به عنوان پرستار اصل چهار ترومن به ایران بازمی‌گردد و سالها در مناطق دور افتاده و محروم چهار محال و بختیاری به ارایه خدمات ومراقبت‌های بهداشتی - درمانی می‌پردازد. وی در کوه‌ها و مناطق صعب العبور منطقه سفر می‌کرد و به مردم کمک می‌کرد تا در مورد اهمیت مراقبت‌های بهداشتی بیاموزند. مردم چهارمحال و بختیاری برای هلن احترام زیادی قایل بودند. زنی فداکار که فارسی را با لهجه خارجی صحبت می‌کرد.
در یک نمونه به یاد ماندنی، هلن به تنهایی یک روحانی روستایی را متقاعد کرد که به زنان محلی اجازه دهد در کلاس دوران بارداری او شرکت کنند. او همچنین مدتی را در روستای خشکهرود گذراند. هلن در مصاحبه ای با رادیو دانشگاه ویرجینیا در سال ۱۹۵۸ به یاد می‌آورد: 'وقتی سرانجام روستا را ترک کردیم، مردم به من گفتند: 'تو به ما امید دادی.' و وقتی مهندسان ما چاه کم عمقی در این روستا گذاشتند تا مردم آب آشامیدنی مناسبی داشته باشند، گفتند: و با آب به ما زندگی دادی.

## مرگ
در ۳۰ دی سال ۱۳۵۱ شمسی و در سن ۶۷ سالگی، چشم از جهان فروبست و بنا بر وصیتش در کنار مزار همسرش دکتر ابولقاسم بختیار و در جوار آرامگاه فردوسی به خاک سپرده شد. فرزندانش لاله بختیار- لیلی بختیار - شیرین بختیار - پری بختیار- پروین بختیار-جمشید بختیار  و کوروش بختیار بودند.

## قدردانی
به پاس خدمات ارزنده هلن، یکی از کوه‌های منطقه چهار محال و بختیاری به نام وی نامگذاری شد و سپس دشتی زیبا به نام منطقه حفاظت شده هلن، ثبت شد تا یاد ونام هلن برای همیشه ماندگار بماند. دخترش لاله بختیار کتابی بنام هلن توس در مورد زندگی او و وقایعی که در ایران برای اون اتفاق افتاد نوشت و در امریکا چاپ کرد.